# Carl Lamb

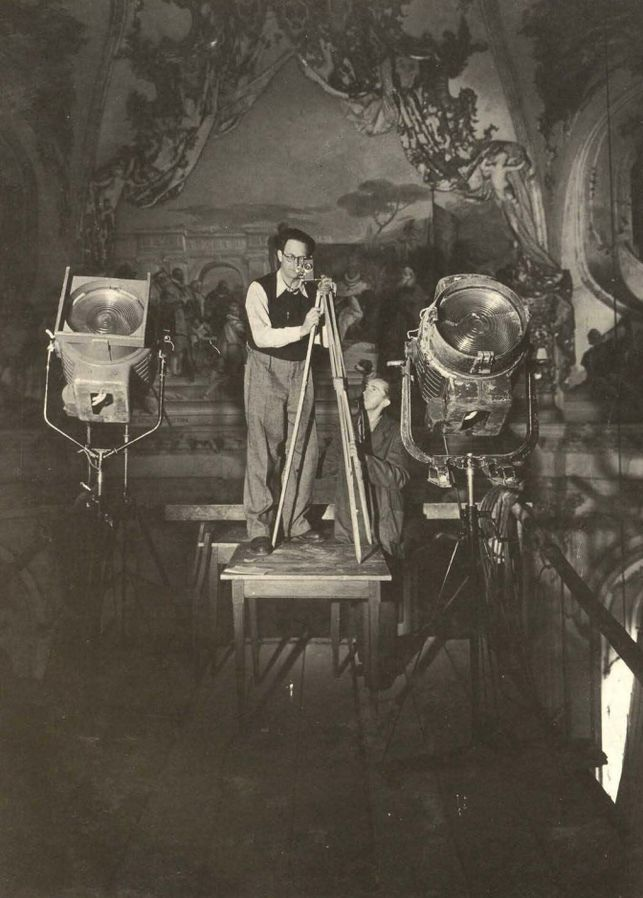
Carl Lamb bei der photographischen Dokumentation der Würzburger Residenz im Jahr 1943

Carl Lamb (* 9. Februar 1905 in Würzburg; † 12. September 1968 in München) war ein deutscher Kunsthistoriker, Filmemacher und Fotograf. 

## Leben
Carl Lamb wurde als Sohn des Direktors der Städtischen Gas- und Wasserwerke in Würzburg Carl Lamb und dessen Ehefrau Anna, geborene Heffner, geboren. Mit 13 Jahren erbte er die Fotoausrüstung eines im Krieg gefallenen Verwandten und entdeckte dadurch seine Leidenschaft für die Fotografie. 
Nach Ablegung der Reifeprüfung im Jahr 1923 lernte Lamb zwei Jahre bei der Bayerischen Hypotheken- und Wechsel-Bank in Kitzingen Bankkaufmann. Danach trat er 1925 in die Buch- und Kunsthandlung Severing und Güldner in München ein. Im Jahr 1928 wurde er Gehilfe in der Architektur- und Kunstbuchhandlung Ernst Wasmuth in Berlin-Charlottenburg.  
Ab 1930 studierte Carl Lamb Kunstgeschichte, Archäologie, Germanistik, Philosophie zunächst Berlin und dann in München. Dort schloss er sein Studium  mit einer Dissertation über das bayerische Barock ab. Aus dieser Arbeit entstand 1936 der Film Raum im kreisenden Licht und 1937 das Buch Die Wies (siehe Wieskirche). Ein Stipendium der Bibliotheca Hertziana führte ihn 1938 nach Rom. Die dort entstandene Arbeit über römische Gärten und die Villa d’Este blieb wegen seiner 1941 erfolgten Einberufung als Dolmetscher der Luftwaffe unvollendet. 
Mit dem 17. August 1943 wurde Carl Lamb uk-gestellt, um mit Belichtern und Assistenten kriegsgefährdete Werke der barocken Deckenmalerei in Bayern in Farbaufnahmen (Agfa-Color) zu fotografieren. Es entstanden bis 1945 tausende Aufnahmen z. B. der Asamkirche in München oder der Tiepolo-Fresken in der Würzburger Residenz. Heute befinden sich diese Fotos im Bildarchiv Marburg, im Zentralinstitut für Kunstgeschichte München und im Bildarchiv des Bayerischen Landesamtes für Denkmalpflege.
Nach 1945 war Carl Lamb als freiberuflicher Wissenschaftler, Fotograf und Filmemacher tätig. In zahlreichen Vorträgen führte er anhand eigener farbiger Aufnahmen in das Wesen der barocken Kunst ein. In den folgenden Jahren war er für den Bayerischen Rundfunk und seine Sendereihe Unbekanntes Bayern tätig. Bis in die späten 1960er Jahre entstanden zahlreiche Filme, Studien und Hörbilder.  

## Fotonachlass
Der Kernbestand des Fotonachlasses von Carl Lamb kam 1991/92 durch Ankauf an das Bayerische Landesamt für Denkmalpflege.